# Chris Niedenthal

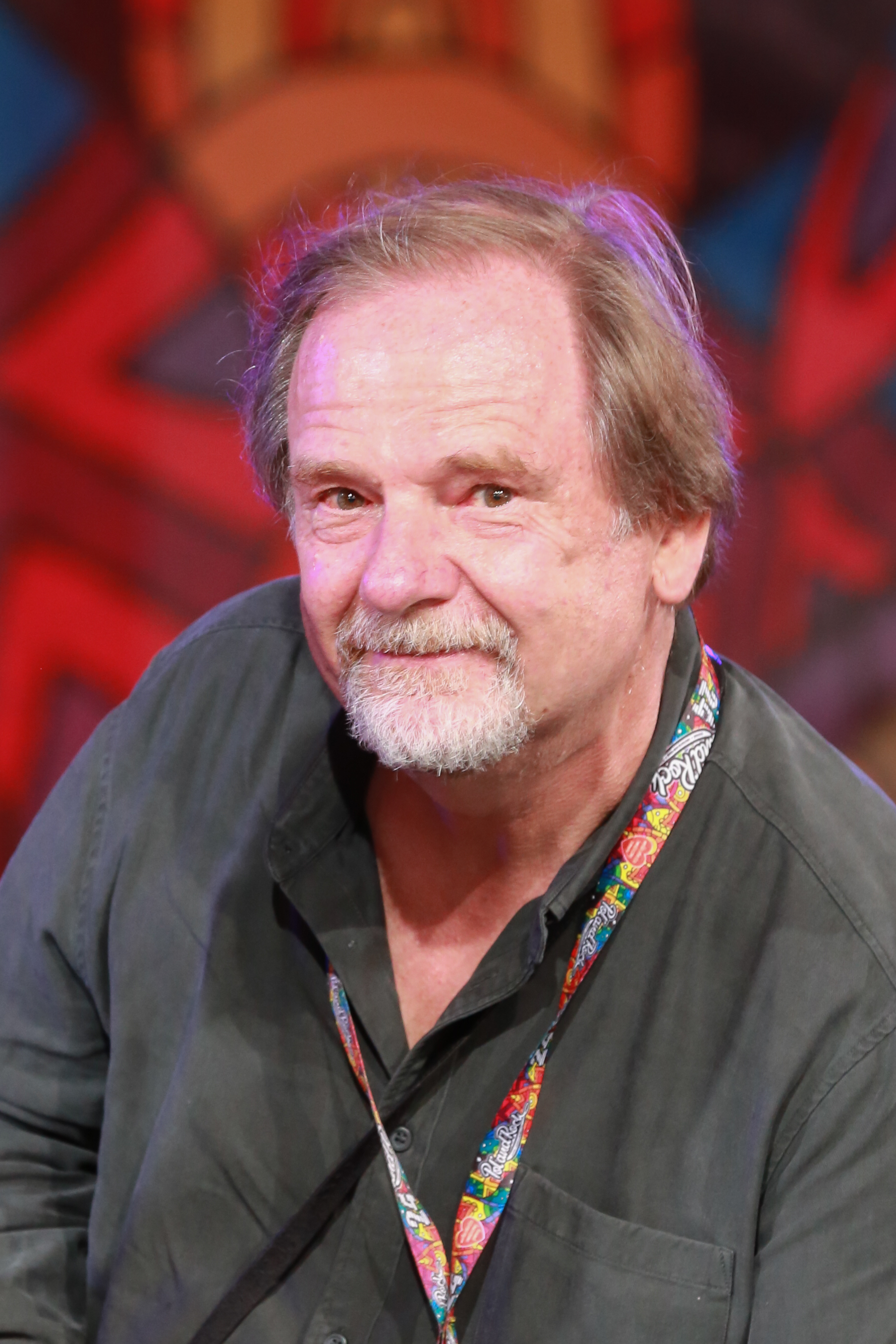
Chris Niedenthal (2018)

Christopher Jan Niedenthal (* 21. Oktober 1950 in London) ist ein britisch-polnischer Fotograf. International bekannt wurde er durch seine Aufnahmen vom alltäglichen Leben hinter dem Eisernen Vorhang.

## Leben
Niedenthal, dessen Eltern 1945 nach der Westverschiebung Polens nach Großbritannien geflohen waren, begann bereits im Alter von elf Jahren mit dem Fotografieren. Nach Abschluss der Schule absolvierte er am London College of Printing eine dreijährige Fotografenausbildung. Nachdem er bereits in den 1960er Jahren mehrere Reisen nach Ostmitteleuropa unternommen hatte, ging er 1973 dauerhaft nach Polen und arbeitete von dort aus unter anderem für die Newsweek.
1980 war Niedenthal der erste ausländische Fotograf, der die Ereignisse in der streikbesetzten Danziger Werft dokumentierte. Seine im Anschluss entstandenen Fotoreportagen über die Streikführer Anna Walentynowicz und Lech Wałęsa, die oppositionelle Bewegung Solidarność sowie die darauf folgenden Geschehnisse während des Kriegsrechts in Polen gelten heute als wichtige Zeitzeugnisse. Die außer Landes geschmuggelten Fotografien wurden unter anderem im Spiegel und in der Time veröffentlicht.
1986 wurde Niedenthal für sein Porträt des ungarischen Sozialistenführers János Kádár mit dem renommierten World Press Photo Award ausgezeichnet. Nach dem politischen Systemwechsel zog Niedenthal, der davor für einige Jahre von Wien aus gearbeitet hatte, dauerhaft nach Polen. 1998 bekam er die polnische Staatsbürgerschaft zuerkannt und wurde 2013 für seine Verdienste am polnischen Volk mit dem Orden Polonia Restituta ausgezeichnet.
Niedenthal ist mit der polnischen Germanistin Karolina Niedenthal verheiratet. Ihr gemeinsamer Sohn, Filip Niedenthal, ist Chefredakteur der polnischen Ausgabe des Magazins Esquire.